# Winter-Asienspiele 2025/Teilnehmer (Thailand)
| Gelbes Symbol für Goldmedaillen mit stilisierten Olympischen Ringen | Graues Symbol für Silbermedaillen mit stilisierten Olympischen Ringen | Braundes Symbol für Bronzemedaillen mit stilisierten Olympischen Ringen |
| ------------------------------------------------------------------- | --------------------------------------------------------------------- | ----------------------------------------------------------------------- |
| —                                                                   | —                                                                     | 1                                                                       |

Thailand nimmt an den Winter-Asienspiele 2025 in Harbin teil.

## Teilnehmer nach Sportarten

### Curling
| Wettbewerb             | Männer | Frauen | Mixed-Doppel                                                                        |
| ---------------------- | ------ | ------ | ----------------------------------------------------------------------------------- |
| Athleten               |        |        | Chanatip Sonkham Teekawin Jearateerawit                                             |
| Gruppenphase           |        |        | Japan (2:12) Hongkong (5:14) Chinesisch Taipeh (0:12) Kuwait (12:3) Mongolei (10:5) |
| Qualifikationsrunde    |        |        | ausgeschieden                                                                       |
| Halbfinale             |        |        | ausgeschieden                                                                       |
| Finale/Spiel um Bronze |        |        | ausgeschieden                                                                       |
| Rang                   |        |        | 8                                                                                   |

### Eishockey
| Wettbewerb    | Männer |
| ------------- | --- |
| Athleten      | Kim Aarola Satira Tawon Andersson Sarawut Danielsson Patrick Forstner Tan Hellerød Pann Hongswadhi Jan Isaksson Athit Khunraj Ken Kindborn Ben Kleineschay Nick Lampson Chanokchon Limpinphet Nathaphat Luckanatinakorn James McAlear Thatsanai Øye Punn Phasukkijwatana Thanachai Sakchaicharoenkul Rakchai Sukwiboon Nakrit Sutivijitho Araya Vatanapanyakul Dominik Vollenweider Natchayatorn Yannakornthanapunt |
| Gruppenphase  | |
| Zwischenrunde | |
| Viertelfinale | |
| Halbfinale    | |
| Finale        | |
| Rang          | |

| Wettbewerb | Frauen |
| ---------- | --- |
| Athleten   | Thamida Kunthadapakorn Wilaksaya Watthanakulcharoenchai Marisa Chimpradid Prim Dejthai Sirikarn Jittresin Nisthanant Loykulnant Suwipa Panyamaneerat Kanpitcha Saentes Jaravee Srichamnong Varachanant Boonyubol Phraephailin Khanpakdee Phraephloi Khanpakdee Apichaya Kosanunt Rinrada Poka Avita Pothong Wirasinee Rattananai Pawarisa Sakchaicharoenkul Woranittha Sirivikul Pattranid Sornprom Supitsara Thamma Pacharamon Vorawat Thipwarintorn Yannakornthanapunt |
| Vorrunde   | Chinesisch Taipeh (1:4) Kasachstan (0:9) Südkorea (0:11) Hongkong (2:1) |
| Hauptrunde | ausgeschieden |
| Rang       | 6 |

### Eiskunstlauf
| Athleten            | Wettbewerbe | Kurzprogramm/ Rhythmustanz | Kurzprogramm/ Rhythmustanz | Kür    | Kür  | Gesamt | Gesamt |
| Athleten            | Wettbewerbe | Punkte                     | Rang                       | Punkte | Rang | Punkte | Rang   |
| ------------------- | ----------- | -------------------------- | -------------------------- | ------ | ---- | ------ | ------ |
| Frauen              |             |                            |                            |        |      |        |        |
| Vipanun Hetrakul    | Einzel      |                            |                            |        |      |        |        |
| Teekhre Silpa-Archa | Einzel      |                            |                            |        |      |        |        |

### Eisschnelllauf
| Athleten         | Wettbewerb | Zeit | Rang |
| ---------------- | ---------- | ---- | ---- |
| Männer           |            |      |      |
| Nopphakt Suansuk |            |      |      |
|                  |            |      |      |
|                  |            |      |      |
|                  |            |      |      |

### Freestyle-Skiing
| Athleten              | Wettbewerbe | Qualifikation | Qualifikation | Finale | Finale | Rang |
| Athleten              | Wettbewerbe | Punkte        | Rang          | Punkte | Rang   | Rang |
| --------------------- | ----------- | ------------- | ------------- | ------ | ------ | ---- |
| Männer                |             |               |               |        |        |      |
| Paul Henri Vieuxtemps |             |               |               |        |        |      |
|                       |             |               |               |        |        |      |

| Athleten              | Wettbewerbe | Qualifikation | Qualifikation | Qualifikation | Qualifikation | Finale  | Finale  | Finale  | Finale  | Finale  | Finale  | Rang |
| Athleten              | Wettbewerbe | Runde 1       | Runde 1       | Runde 2       | Runde 2       | Runde 1 | Runde 1 | Runde 2 | Runde 2 | Runde 3 | Runde 3 | Rang |
| Athleten              | Wettbewerbe | Punkte        | Rang          | Punkte        | Rang          | Punkte  | Rang    | Punkte  | Rang    | Punkte  | Rang    | Rang |
| --------------------- | ----------- | ------------- | ------------- | ------------- | ------------- | ------- | ------- | ------- | ------- | ------- | ------- | ---- |
| Männer                |             |               |               |               |               |         |         |         |         |         |         |      |
| Paul Henri Vieuxtemps |             |               |               |               |               |         |         |         |         |         |         |      |
|                       |             |               |               |               |               |         |         |         |         |         |         |      |

### Shorttrack
| Athleten                 | Wettbewerb | Vorläufe     | Vorläufe | Viertelfinale | Viertelfinale | Halbfinale    | Halbfinale    | Finale A/B    | Finale A/B    | Rang |
| Athleten                 | Wettbewerb | Zeit         | Rang     | Zeit          | Rang          | Zeit          | Rang          | Zeit          | Rang          | Rang |
| ------------------------ | ---------- | ------------ | -------- | ------------- | ------------- | ------------- | ------------- | ------------- | ------------- | ---- |
| Frauen                   |            |              |          |               |               |               |               |               |               |      |
| Thanutchaya Chatthaisong | 500 m      | 46,295 s     | 2        |               |               |               |               |               |               |      |
| Thanutchaya Chatthaisong | 1000 m     | 1:38,799 min | 2        |               |               |               |               |               |               |      |
| Thanutchaya Chatthaisong | 1500 m     | 2:43,975 min | 2        |               |               |               |               |               |               |      |
| Punpreeda Prempreecha    | 500 m      | 48,488 s     | 4        | ausgeschieden | ausgeschieden | ausgeschieden | ausgeschieden | ausgeschieden | ausgeschieden |      |
| Punpreeda Prempreecha    | 1000 m     | 1:39,922 min | 4        | ausgeschieden | ausgeschieden | ausgeschieden | ausgeschieden | ausgeschieden | ausgeschieden |      |
| Punpreeda Prempreecha    | 1500 m     | 2:39,076 min | 4        |               |               |               |               |               |               |      |
| Männer                   |            |              |          |               |               |               |               |               |               |      |
| Prakit Borvornmongkolsak | 500 m      | 44,010 s     | 4        | ausgeschieden | ausgeschieden | ausgeschieden | ausgeschieden | ausgeschieden | ausgeschieden |      |
| Prakit Borvornmongkolsak | 1000 m     | 1:42,414 min | 3        |               |               |               |               |               |               |      |
| Phooripat Changmai       | 1000 m     | 1:36,040 min | 3        | ausgeschieden | ausgeschieden | ausgeschieden | ausgeschieden | ausgeschieden | ausgeschieden |      |
| Phooripat Changmai       |            |              |          |               |               |               |               |               |               |      |
| Chirawat Phonkat         | 500 m      | 44,955 s     | 4        | ausgeschieden | ausgeschieden | ausgeschieden | ausgeschieden | ausgeschieden | ausgeschieden |      |
| Chirawat Phonkat         |            |              |          |               |               |               |               |               |               |      |
| Chonlachart Taprom       | 500 m      | 42,975 s     | 2        |               |               |               |               |               |               |      |
| Chonlachart Taprom       | 1000 m     | 1:30,935 min | 3        |               |               |               |               |               |               |      |
| Mixed                    |            |              |          |               |               |               |               |               |               |      |
|                          | Staffel    |              |          |               |               |               |               |               |               |      |

### Ski Alpin
| Athleten               | Wettbewerbe | 1. Lauf     | 1. Lauf | 2. Lauf     | 2. Lauf | Gesamt      | Gesamt |
| Athleten               | Wettbewerbe | Zeit        | Rang    | Zeit        | Rang    | Zeit        | Rang   |
| ---------------------- | ----------- | ----------- | ------- | ----------- | ------- | ----------- | ------ |
| Frauen                 |             |             |         |             |         |             |        |
| Phichayaporn Thikesorn | Slalom      | 1:08,64 min | 29      | 1:06,11 min | 25      | 2:14,75 min | 24     |
| Karyssa Vasavanont     | Slalom      | 1:05,36 min | 25      | 1:01,75 min | 19      | 2:07,11 min | 20     |
| Männer                 |             |             |         |             |         |             |        |
| Tommi Aalto            | Slalom      | 54,01 s     | 23      | 55,52 s     | 22      | 1:49,53 min | 22     |
| Kornkan Khampuengson   | Slalom      | 57,23 s     | 30      | 56,77 s     | 26      | 1:54,00 min | 27     |
| Thotsawat Nokyaem      | Slalom      | DNF         | DNF     | DNF         | DNF     | DNF         | DNF    |
| Pattarapol Saengdaeng  | Slalom      | 57,82 s     | 32      | 55,64 s     | 24      | 1:53,46 min | 24     |

### Skibergsteigen
| Athleten              | Wettbewerbe | Qualifikation | Qualifikation | Vorlauf | Vorlauf | Halbfinale | Halbfinale | Finale | Finale | Rang |
| Athleten              | Wettbewerbe | Zeit          | Rang          | Zeit    | Rang    | Zeit       | Rang       | Zeit   | Rang   | Rang |
| --------------------- | ----------- | ------------- | ------------- | ------- | ------- | ---------- | ---------- | ------ | ------ | ---- |
| Männer                |             |               |               |         |         |            |            |        |        |      |
| Jeremy Poumine Knoerr | Sprint      |               |               |         |         |            |            |        |        |      |

### Skilanglauf
| Athleten                   | Wettbewerbe | Zeit | Rang |
| -------------------------- | ----------- | ---- | ---- |
| Frauen                     |             |      |      |
| Natthaatcha Chatthitimetee |             |      |      |
| Patcharapha Sangchan       |             |      |      |
| Männer                     |             |      |      |
| Thanatip Bunrit            |             |      |      |
| Mark Chanloung             |             |      |      |
| Jakawan Charoensook        |             |      |      |
| Jittipat Chitmunchaitham   |             |      |      |
| Thanakorn Ngoeichian       |             |      |      |
| Phatcharapha Sangchan      |             |      |      |

| Athleten                   | Wettbewerbe      | Qualifikation | Qualifikation | Viertelfinale | Viertelfinale | Halbfinale | Halbfinale | Finale | Finale | Rang |
| Athleten                   | Wettbewerbe      | Zeit          | Rang          | Zeit          | Rang          | Zeit       | Rang       | Zeit   | Rang   | Rang |
| -------------------------- | ---------------- | ------------- | ------------- | ------------- | ------------- | ---------- | ---------- | ------ | ------ | ---- |
| Frauen                     |                  |               |               |               |               |            |            |        |        |      |
| Natthaatcha Chatthitimetee | Sprint klassisch |               |               |               |               |            |            |        |        |      |
| Patcharapha Sangchan       | Sprint klassisch |               |               |               |               |            |            |        |        |      |
| Männer                     |                  |               |               |               |               |            |            |        |        |      |
| Thanatip Bunrit            | Sprint klassisch |               |               |               |               |            |            |        |        |      |
| Mark Chanloung             | Sprint klassisch |               |               |               |               |            |            |        |        |      |
| Jakawan Charoensook        | Sprint klassisch |               |               |               |               |            |            |        |        |      |
| Jittipat Chitmunchaitham   | Sprint klassisch |               |               |               |               |            |            |        |        |      |
| Thanakorn Ngoeichian       | Sprint klassisch |               |               |               |               |            |            |        |        |      |
| Phatcharapha Sangchan      | Sprint klassisch |               |               |               |               |            |            |        |        |      |

### Snowboard
| Athleten                 | Wettbewerbe | Qualifikation | Qualifikation | Finale | Finale | Rang |
| Athleten                 | Wettbewerbe | Punkte        | Rang          | Punkte | Rang   | Rang |
| ------------------------ | ----------- | ------------- | ------------- | ------ | ------ | ---- |
| Männer                   |             |               |               |        |        |      |
| Lubpawath Chayametisurat | Slopestyle  | 20,25         | 9             | DNS    | DNS    | 9    |
| Lubpawath Chayametisurat |             |               |               |        |        |      |